# Carlo Perindani
Carlo Perindani (Milano, 3 settembre 1899 – Capri, 23 luglio 1986) è stato un pittore e incisore italiano.

## Biografia
La famiglia è originaria di Fontanellato. Il nonno Giovanni, pittore, era figlio illegittimo di un prete e gli fu dato il cognome che risultava dalla somma dei due cognomi dei suoi genitori adottivi: Peri e Dani. Suo figlio Edgardo, pittore, studiò a Parma, si recò poi a Parigi e a quando tornò a Milano si distinse per uno stile improntato al Liberty francese. Carlo Perindani frequentò un corso serale presso l'Accademia di belle arti di Brera. Come i ragazzi della sua generazione, ha combattuto sul Piave. Per i suoi meriti, ha ricevuto la medaglia di Vittorio Veneto.

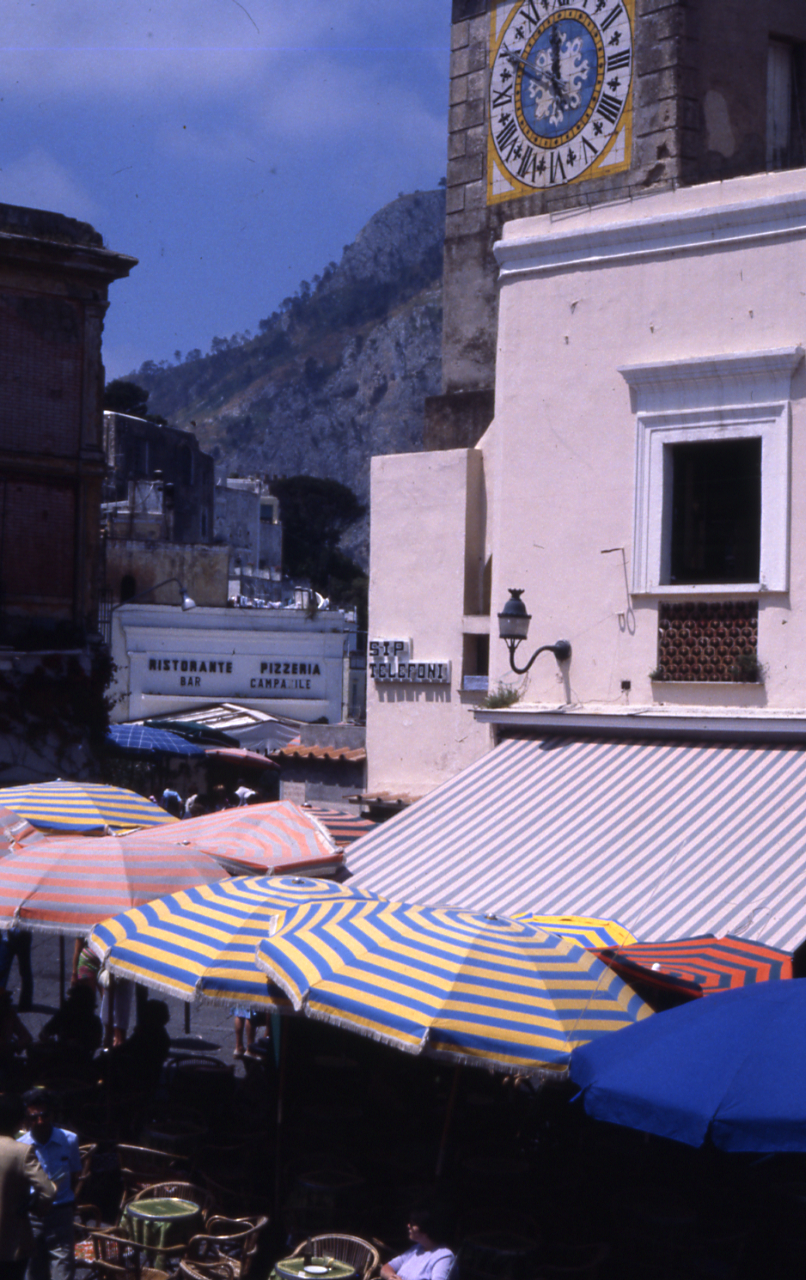
Paolo Monti - Piazzetta di Capri nel 1978

Visitò l'Isola di Capri per la prima volta nel 1924 e lì conobbe i pittori Carlo Siviero, Giuseppe Casciaro, Augusto Lovatti e Antonino Leto. Una nutrita colonia di artisti, di scuola e di sensibilità diverse, si recavano abitualmente sull'isola, attratti dalla abbagliante luce mediterranea, dalla natura selvaggia delle rocce e dalla vita semplice degli abitanti. In quegli anni frequentavano Capri i pittori Augusto Lovatti, Felice Giordano, Ezelino Briante, Andrea Cherubini, Hans Paule, Valentino White, Raffaele Castello, Mario Laboccetta e Mario Cottrau (si veda la voce Capri nell'arte).
Superato un breve un periodo, in cui era attratto dal surrealismo, Carlo Perindani si lasciò sedurre dalla realtà dell'isola e dipinse dal vero i Faraglioni, scorci di Marina Piccola, uliveti frondosi, pergolati carichi di uva, stradine con case banche dai balconi fioriti di gerani, cantine piene di botti, di fiaschi e di orciː in particolare dipinse onde che si frangono sugli scogli. Divenne amico del pittore Michele Federico, con il quale amava dipingere all'aria aperta. Nel 1927, a Capri, Michele Federico organizzò una mostra, dedicata a pittori del paesaggio caprese: esposero loro opere Paolo Pratella, Carlo Perindani, Valentino White e Antonio Odierna, allora giovanissimo.
Carlo Perindani sposò una donna caprese, Annina, rimasta vedova e carica di figli. Nei mesi invernali tornava nella casa di famiglia, a Milano, dove completava i suoi dipinti.
Il 26 marzo 1924 una valanga di fango, per le violente piogge, devastò la Marina di Praia (Praiano) e la chiesetta della SS. Annunziata sulla spiaggia. Carlo Perindani nel 1932 fece una copia di un quadro del Seicento dell'Annunziata (che è nella Chiesa di San Michele a Capri) lo donò e ripristinò la decorazione delle pareti della chiesetta.
Non fu solamente pittore di marine, poiché Carlo Perindani dipinse anche calli veneziane e paesaggi lombardi, usando tuttavia una tavolozza più acida e più scura. 
Nel 1931 ha partecipato alla I Quadriennale nazionale d'arte di Roma. Dal 1939 ha esposto in personali, a Milano. Sue xilografie sono alla Biblioteca Panizzi di Reggio Emilia, nella raccolta di stampe Angelo Davoli. La mostra  permanente, Luci del Mediterraneo con tele di Carlo Perindani, è allestita nelle sale del Museo "Casa Rossa" di Anacapri. 

### Mostre personali
- 1939, Mostra personale di Carlo Perindani, pittore milanese, Milano[4]
- 1940, Mostra personale del pittore Carlo Perindani, Milano[5]
- 1977, Carlo Perindani, Milano[6]
- 1979, Carlo Perindani espone, Milano[7]
- 1981, Carlo Perindani espone, Milano[8]
- 1988, Carlo Perindani, milanese, pittore del mare, Milano[9]
- 1999, Carlo Perindani: La cultura della luce, Capri[10]